# Arrondissement de Suisse-Saxonne

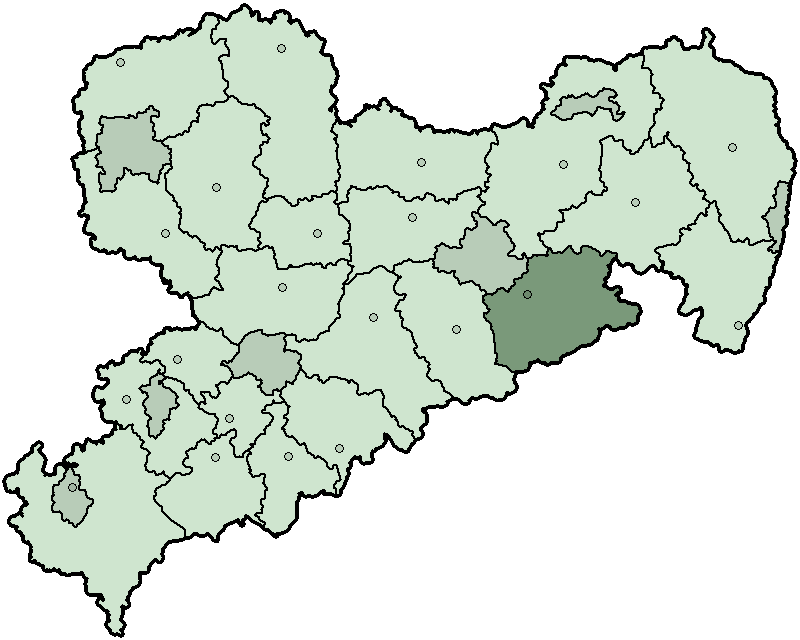
Localisation de l'ancien arrondissement en Saxe

L'arrondissement de Suisse-Saxonne était un arrondissement  ("Landkreis" en allemand) de Saxe  (Allemagne), dans le district de Dresde de 1994 à 2008.
Il fut regroupé avec l'arrondissement de Weisseritz le 1er août 2008 selon la réforme des arrondissements de Saxe de 2008, pour former le nouvel arrondissement de Suisse-Saxonne-Monts-Métallifères-de-l'Est (Sächsische Schweiz-Osterzgebirge).

## Villes et Communes
(nombre d'habitants en 2007)
| Städte 1. Bad Gottleuba-Berggießhübel (5.990) 2. Bad Schandau (2.999) 3. Dohna (6.119) 4. Heidenau (16.695) 5. Hohnstein (3.671) 6. Königstein (Sächsische Schweiz) (2.822) 7. Liebstadt (1.371) 8. Neustadt in Sachsen (14.679) 9. Pirna, Große Kreisstadt (39.751) 10. Sebnitz, Große Kreisstadt (8.920) 11. Stadt Wehlen (1.724) 12. Stolpen (6.021) | Gemeinden 1. Bahretal (2.376) 2. Dohma (2.103) 3. Dürrröhrsdorf-Dittersbach (4.609) 4. Gohrisch (2.210) 5. Kirnitzschtal (2.158) [Sitz: Lichtenhain] 6. Lohmen (3.274) 7. Müglitztal (2.205) [Sitz: Weesenstein] 8. Porschdorf (1.286) 9. Rathen, Kurort (410) 10. Rathmannsdorf (1.087) 11. Reinhardtsdorf-Schöna (1.603) 12. Rosenthal-Bielatal (1.714) 13. Struppen (2.689) |

Verwaltungsgemeinschaften
- Verwaltungsgemeinschaft Bad Gottleuba-Berggießhübel mit den Mitgliedsgemeinden Bad Gottleuba-Berggießhübel, Bahretal und Liebstadt
- Verwaltungsgemeinschaft Bad Schandau mit den Mitgliedsgemeinden Bad Schandau, Porschdorf, Rathmannsdorf und Reinhardtsdorf-Schöna
- Verwaltungsgemeinschaft Dohna-Müglitztal mit den Mitgliedsgemeinden Dohna (VG-Sitz) und Müglitztal
- Verwaltungsgemeinschaft Königstein/Sächs. Schweiz mit den Mitgliedsgemeinden Gohrisch, Königstein (Sächsische Schweiz), Rathen, Rosenthal-Bielatal und Struppen
- Verwaltungsgemeinschaft Lohmen/Stadt Wehlen mit den Mitgliedsgemeinden Lohmen (VG-Sitz) und Stadt Wehlen
- Verwaltungsgemeinschaft Pirna mit den Mitgliedsgemeinden Dohma und Pirna
- Verwaltungsgemeinschaft Sebnitz mit den Mitgliedsgemeinden Kirnitzschtal und Sebnitz